# Mateo Silvetti
Mateo Silvetti (Rosario, 14 gennaio 2006) è un calciatore argentino, attaccante del Newell's Old Boys.

## Caratteristiche tecniche
È un'ala destra.

## Carriera
Silvetti è cresciuto nel settore giovanile del Newell's Old Boys ed ha debuttato il 19 luglio 2024 nell'incontro di Primera División vinto 1-0 contro il Barracas Central.

## Statistiche

### Presenze e reti nei club
Statistiche aggiornate al 15 dicembre 2024.
| Stagione        | Squadra           | Campionato      | Campionato | Campionato | Coppe nazionali | Coppe nazionali | Coppe nazionali | Coppe continentali | Coppe continentali | Coppe continentali | Altre coppe | Altre coppe | Altre coppe | Totale | Totale | Totale |
| Stagione        | Squadra           | Comp            | Pres       | Reti       | Comp            | Pres            | Reti            | Comp               | Pres               | Reti               | Comp        | Pres        | Reti        | Pres   | Reti   |        |
| --------------- | ----------------- | --------------- | ---------- | ---------- | --------------- | --------------- | --------------- | ------------------ | ------------------ | ------------------ | ----------- | ----------- | ----------- | ------ | ------ | ------ |
| 2024            | Newell's Old Boys | PD              | 20         | 4          | CA+CdL          | 1               | 0               |                    | -                  | -                  |             | -           | -           | 21     | 4      |        |
| Totale carriera | Totale carriera   | Totale carriera | 20         | 4          |                 | 1               | 0               |                    | -                  | -                  |             | -           | -           | 21     | 4      |        |